# Petalocephala remota
Petalocephala remota är en insektsart som beskrevs av Melichar 1903. Petalocephala remota ingår i släktet Petalocephala och familjen dvärgstritar. Inga underarter finns listade i Catalogue of Life.